# باندرانی
باندرانی (به لاتین: Bandrani) یک منطقهٔ مسکونی در اتحاد قمر است که در آنژوان واقع شده‌است.

## خصوصیات
باندرانی  ۱٬۳۹۹ نفر جمعیت دارد.